# Инженер Гоф
«Инженер Гоф» — художественный фильм. Второе название — «Земля впереди». Первая большая работа в кино Василия Меpкурьева. Фильм не был выпущен на всесоюзный экран (шёл «вторым экраном» в Белорусской ССР) и не сохранился. Это последняя постановка Бориса Шписа, позднее репрессированного.

## Сюжет
Социальная драма о классовой борьбе в белорусской деревне в Полесье.

## В ролях
- Василий Меркурьев — Стась
- Г. Горбунов — Чернавский
- Степан Каюков — Алесь
- Б. Лифанов — Зиновий Григорьевич